# ليلى عربي
ليلى عربي ممثلة أردنية، شاركت في عدة أعمال تليفزيونية بين مصر والأردن، من بينها: (ملكة في المنفى، بيارق العربا، صاحب السعادة).

## اعمالها

### أفلام
- بشتري راجل: 2017 - سالي ماهر

### مسلسلات
- استيفا: 2015
- سرايا عابدين: (ج2) 2015 - نرجس
- صاحب السعادة: 2014 - سعاد
- أوراق الحب: (ج2) 2012 - سارة
- بيارق العربا: 2011 - سما
- ملكة في المنفى: 2010 - الأميرة أشرف بهلوي

## روابط خارجية
- ليلى عربي على موقع قاعدة بيانات الأفلام العربية